# MPD・平和と民主運動
MPD・平和と民主運動（Movement of Peace and Democracy）は、日本の新左翼・極左ミニ政党。政治団体市民の党と事実上同一組織である。

## 概要
学生運動団体「日本学生戦線」「立志社」を母体として、1982年に政治団体設立届出、1983年に結成された日本のミニ政党。1990年には大衆党を、1996年に市民の党を立ち上げた。
日本学生戦線議長で立志社代表の斎藤まさし（本名・酒井剛）が代表を務めている。毛沢東思想を掲げた極左の職業革命家である。2011年時点で朝鮮総連系在日朝鮮人の大物商工人が所有するビルのなかに組織の居を構えている。
菅直人衆議院議員の1980年の初当選から選挙活動に参画開始し、以来40年間選挙に関わってきた。菅直人はMPDの田英夫らと共に、日本人拉致事件にも関わった北朝鮮工作員辛光洙（シン・グヮンス)の釈放嘆願書に署名した事で知られる。政権交代が起きた2009年の第45回衆議院議員総選挙にも関わり、民主党から3年間で合計2億496万円の献金を受けた事が発覚。表向きボランティア選挙を装いながら実態は選挙資金が提供されていたと指摘されている。
2012年から山本太郎と親交があり、出馬から初当選も支援をしている。人事面でも、れいわ事務局長を沖永明久（市民の党・座間市議）が、れいわ事務担当を奈良握（市民の党・元厚木市議）が兼務している。また斎藤まさしが公職選挙法違反で起訴された裁判、傍聴席には、生活の党共同代表だった山本太郎の姿もあった。

## 機関紙
母体となった「立志社」が発行する市民の党をつくる新聞「新生」は、事実上の機関紙として機能していた。赤軍派元議長の塩見孝也のアピールや決意表明を紙上に度々掲載して、塩見本人からの「掲載お礼」の言葉まで貰っている。同党が推す議員の選挙を詳しく報じるなど1979年から月2～3回刊行していたが、2002年以降は休刊状態となっている。
1982年4月1日には斎藤まさしがカンボジアの共産主義勢力ポル・ポト派ゲリラ根拠地を訪ねている記事を掲載。毛沢東思想のポル・ポト派は数百万人の国民を虐殺した事で知られている。また「ＭＰＤ」結成大会（83年5月）には、ポル・ポト派政権のイエン・チリト前社会福祉相がメッセージを寄せている。
1983年の衆院選を前に、菅直人を「市民派の象徴というべき人物」と紹介しており、軍縮に絡み「レーガン米大統領とアンドロポフソ連書記長をスペースシャトルに乗せて青い地球を見せる」と述べた菅のインタビューを掲載している。
1984年1月の紙面には「市民政治の芽を太い幹に」との見出しで「労働運動と市民運動が両輪となるような運動のあり方をぜひ追求したいと思う」といった菅のメッセージを掲載した。またカンボジア内戦（カンボジア・ベトナム戦争）についてはカンプチア人民共和国（ヘン・サムリン政権）やベトナムに批判的な姿勢をとった。
1988年4月に、よど号ハイジャック事件のリーダーで元赤軍派軍事委員長の田宮高麿の著書「わが思想の革命」の書評に紙面を割き、北朝鮮にいる田宮から送られたコメント「チョソン（北朝鮮）に来てから、これまでの18年間は自己を革命化する日々だった」を掲載している。

## MPD・平和と民主運動、大衆党から市民の党結党まで
1982年8月15日に斎藤まさし（本名、酒井剛）らが「平和と民主主義を考える集い」を開催し結党準備会を組織、同年10月15日に政治団体「MPD・平和と民主運動」の設立届出。「MPD」は「平和と民主運動」の略称であったが、届出時に併称するようになったものという。結成時の呼びかけ人は田英夫、横路孝弘、八代英太、斎藤らであった。
翌1983年7月の第13回参議院議員通常選挙立候補を見据え、同年4月の第10回統一地方選挙北海道知事選挙において横路擁立の勝手連に加わるとともに東京都内自治体議会を中心に革新系無所属候補を推薦、うち18名が当選した。
1983年5月22日、結党大会を開催し正式に発足。当初は田と宇都宮徳馬を代表に擁していたが、党の運営者は準備段階から斎藤であった。結党大会に際し田と宇都宮が代表を辞し、斎藤が代表となった。同年7月の第13回参議院議員通常選挙から比例代表制が導入されたため、MPD・平和と民主運動は、同参院選出馬に際して旗揚げされたサラリーマン新党や、八代が参加していた革新自由連合（無党派市民連合）などとのミニ政党統一名簿届出を模索するも叶わず、MPD・平和と民主運動単独での選挙となった。比例代表に元日本社会党衆議院議員の西宮弘、社会民主連合衆議院議員楢崎弥之助元秘書の安部喜久ら10名を擁立。宇都宮が推薦人に名を連ねたが、得票155448に終わり当選者なし。
1985年7月の東京都議会議員選挙世田谷区選挙区に下元孝子を公認候補として擁立するも得票9214で落選。また杉並区選挙区から立候補した革命的共産主義者同盟全国委員会（中核派）の長谷川英憲を支援したが得票11195で落選した。1986年7月の第14回参議院議員通常選挙では比例代表に安部ら9名を擁立するも比例得票109607で当選者なし。東京都選挙区に下元を公認候補として擁立するも得票14792で落選、供託金没収。1987年4月の東京都議会議員補欠選挙世田谷区選挙区に下元を公認候補として擁立するも得票23351で落選。1989年7月の東京都議会議員選挙世田谷区選挙区に下元を公認候補として擁立。得票18881で初当選、東京都議会に1議席を得た。同年同月の第15回参議院議員通常選挙では比例代表に沖永明久ら9名を擁立するも得票32305で当選者なし。神奈川県選挙区に安部を公認候補として擁立するも得票24711で落選、供託金没収。

### 「大衆党」結成
国政選挙における低迷を受け、1990年に下元を代表とする「大衆党」を結成。以後政治活動は大衆党が行うこととし、MPD・平和と民主運動は市民運動への回帰を志向し、選挙から撤退した。MPD・平和と民主運動はその後も政治団体として存続している。
1991年、東京都知事選挙に際し、大衆党内において鈴木俊一東京都政への評価をめぐり、鈴木を支持する田、斎藤らと反鈴木の下元らの間で対立が起こった。下元は離党し、1993年6月の東京都議会議員選挙世田谷区選挙区に無所属で立候補するも得票9407で落選。
1994年9月、大衆党は田らが結党した新党護憲リベラルに合流。しかし新党護憲リベラルは自社さ連立政権及び村山富市内閣への評価などをめぐり、1995年7月の第17回参議院議員通常選挙に際し、同政権に閣外協力的な立場をとる田らの「平和・市民」と反自民党・反新進党の革新路線を鮮明にした翫正敏率いる憲法みどり農の連帯に分裂。斎藤は田と行動を共にした。同参院選で「平和・市民」は田のみの当選に終わった。

### 「市民の党」結成
田は1996年、社民党へ入党、「平和・市民」は解党した。一方斎藤は以前からの支持者を集め、大衆党の後継政党として「市民の党」を結成、同年9月13日設立届出。
その後沖永が座間市議会議員選挙に市民の党公認で立候補し連続6回当選、同党の議席を維持した。2020年9月の座間市議会議員選挙には無所属で立候補し、7選。
また伊沢桂子が1999年4月の統一地方選挙三鷹市議会議員選挙に市民の党公認で立候補し第1位で初当選。2001年6月の東京都議会議員選挙三鷹市選挙区より無所属で立候補し初当選。2005年7月の東京都議会議員選挙に無所属で立候補し再選。2009年7月の東京都議会議員選挙に無所属で立候補し落選。2009年衆院選中の公選法違反で有罪判決を受ける。公民権停止が解けた2015年4月の統一地方選挙三鷹市議会議員選挙に無所属で立候補し再選。2019年4月の統一地方選挙三鷹市議会議員選挙に無所属で立候補し3選。
2001年6月の東京都議会議員選挙世田谷区選挙区では保坂展人・社民党衆議院議員の秘書であった中島やよいを無所属で擁立するが、得票9975で落選した。なお、この選挙区では、社民党公認候補の池田さちよも得票11250で落選している。
このほか立川市議会議員選挙、小金井市議会議員選挙、横浜市会議員選挙、平塚市議会議員選挙などで党員が当選した事例があるが、基本的に無所属またはその他の政治団体名で立候補している（次項参照）。

### 「市民の党」から「空」「無所属」に
2011年に三鷹市で北朝鮮による拉致問題の実行犯の子供を市議会議員候補者に擁立したこと、菅直人首相を始めとした民主党国会議員や市民の党地方議員から斎藤まさしの同一団体「市民の党」等への脱法献金疑惑、国会でも北朝鮮や赤軍派との関係を批判されたため、2013年3月の小金井市議会選挙より後からは候補者を『市民の党』から『無所属』出馬するようになった。
また代表の斎藤まさしが公職選挙法違反で逮捕された2015年以降、武蔵野市議会の議員らは会派名を「市民の党」から「空」とした。2015年の武蔵野市議会議員選挙でも、旧市民の党の山本あつし（山本敦）・山本ひとみ夫妻、斉藤シンイチ、笹岡ゆうこの計4名は事前選挙運動や選挙公報には以前は強調していた「市民の党」を載せず、無記名（無所属）で出馬した。
2018年にも武蔵野市議会の会派名を「空」から「自治と共生」へ変更している。前年には「空」会派の斎藤シンイチ議員に大麻黙認疑惑が持ち上がっていた。

## 市民の党（自治と共生）の活動・事件
市民の党（しみんのとう）は1996年、各地の自治体議員や市民運動に取り組む仲間が参加して結成された政治団体。企業、大労組、宗教団体、業界団体の支援はいっさい受けず、活動はすべて市民一人ひとりのボランティアとカンパ。ヒモ付きでないから、恐れず、本当のことを言い、行動していると主張している。1990年代後半より、市民の党が主に無所属候補を勝手連で応援し、当選が相次いだ。代表の斎藤は「勝手連市民パワーを巻き起こした、（市民派）選挙の神様」として一部メディアでもてはやされた。
事務所は、国会議事堂に近い東京都千代田区平河町の龍伸ビル（9階建てで、1階部分は駐車場）である。
以下、市民の党が勝手連で応援し、それぞれ当選した国会議員等である。
- 1998年 - 中村敦夫参議院議員
- 1999年 - 秋葉忠利広島市長
- 2000年 - 川田悦子衆議院議員（東京21区、補欠選挙）
- 2001年 - 堂本暁子千葉県知事
- 2002年 - 黒岩宇洋参議院議員（新潟県、補欠選挙）、篠田昭新潟市長
- 2004年 - 喜納昌吉参議院議員
- 2006年 - 嘉田由紀子滋賀県知事
- 2007年 - 大河原雅子参議院議員
- 2013年 - 山本太郎参議院議員

2005年6月には東京都議選候補の一本化で、2006年10月には衆院補欠選挙の推薦で、菅直人と代表の斎藤は共闘する記者会見などを開き、握手を交わしている。
2017年に当選した武蔵野市の松下玲子市長は、2005年の東京都議選で民主党と市民の党とで候補一本化した人物。斎藤まさし代表が菅直人と協議し、市民の党・山本ひとみ（武蔵野市議・当時落選中）は都議選への出馬を取り下げ、松下候補に一本化する事を決めた。その甲斐あって松下市長は東京都議に初当選している。
1990年には下元孝子がMPD・平和と民主運動公認候補として都議会議員に当選し1期務めた。またかつて小金井市議会では2議席を有し、野見山修吉が市議会議長を務めていたが、2013年の同市議選において2名とも落選し議席を失った。野見山はその後れいわ新選組の運営に関与している。
2024年現在、東京都武蔵野市・三鷹市、神奈川県厚木市・座間市・平塚市の議会に議員がいる。また相模原市で政治団体『AGAIN再び市政へ』及び『長谷川くみ子を応援する会』を、沖縄県那覇市に『どがんかせんば！の会』を設立している。大阪府寝屋川市には『市民が政治を変える会』があり、神奈川県議や寝屋川市議に立候補し落選した川口秀輔が『れいわ新選組衆議院大阪府第5区総支部』『チーム大阪・ボランティア関西』『チーム京都・ボランティア関西』等の団体でれいわ新選組の選挙活動を行っている。

### 横浜市会の国旗引き降ろし・議場占拠事件
2002年5月29日の横浜市議会の議場で、市民の党所属の井上桜、与那原寛子両横浜市議は国旗を引きずり降ろそうとする行為を行ったほか、6月5日には議長席と事務局長席を占拠し約六時間にわたって本会議を空転させるなど、前代未聞の混乱を引き起こした。
同年6月25日、井上と与那原に対して、政令市の議会で史上初の除名処分が可決された。共産党会派は除名処分には反対したものの、『議長席占拠という実力行使で会議を空転させ、議場を混乱させたことは、議会の秩序と品位を著しく汚すもの』、『重要な本会議を日中空転させ、開会を妨害したこと、議長の「自席への着席」「退去」命令にも従わなかったこと等の自らの行為に対して、一片の反省もみられない』と指摘した。
井上と与那原は失職した翌年、市民の党の名前は伏せて、『無党派知事を作ろう会』党派という名称で横浜市会議員選挙や神奈川県議会議員選挙に出馬した。
2011年の第177回衆議院法務委員会において、黒岩宇洋法務大臣政務官の関係団体「越後の暴れん坊」が市民の党に3,922,860円を渡していたこと、同団体の事務担当者や会計責任者が市民の党と兼務をしていたこと、2009年に井上市議から「越後の暴れん坊」へ139万円の献金があったこと、井上は黒岩が初当選した2002年には黒岩のウグイス嬢を務めていたこと、市民の党には北朝鮮による日本人拉致問題の拉致犯で国際手配中の森順子及びよど号ハイジャック犯田宮高麿の子供の森大志などが所属していることなどについて、黒岩が現職の大臣政務官としての姿勢を質された
。

### 衆院選における公選法違反事件
2009年9月15日、党所属の伊沢桂子元東京都議が公職選挙法違反の容疑で逮捕された。同年の8月30日に行われた第45回衆議院議員総選挙において、民主党・山花郁夫議員への投票を呼びかける手紙を、公示日である8月18日より前に出したとされる。

### よど号ハイジャック犯と拉致被疑者の長男を三鷹市議に擁立
2011年4月に行われた第17回統一地方選挙三鷹市議選に、「市民の党」の公認候補として森大志を立候補させたが、落選している。
森大志の父親はよど号ハイジャック事件を起こし北朝鮮に渡った赤軍派よど号グループリーダーの田宮高麿。母親は欧州で石岡亨・松木薫を北朝鮮に拉致した結婚目的誘拐容疑で国際手配を受けている森順子である。
斎藤まさし本人が10年ほど前に訪朝しており、田宮元リーダーの家族と接触。その縁で長男とも知己を得たと述べている。かねてより市民の党機関紙で赤軍派の塩見孝也や田宮高麿のコメントを掲載するなど関係性を匂わせていたが、北朝鮮に渡りよど号グループと直接接触していた事実が明らかとなった。
森大志は1983年に北朝鮮で生まれ、『日本革命村』と呼ばれる平壌中心から車で約1時間の三石区域元新里の大同江沿いの場所で育った。田宮を校長として、子供らを立派な金日成主義革命家にするための洗脳教育がなされた『日本革命村小学校』で思想教育をうけたとされ、2004年に日本に入国していた。田宮を含む、よど号グループの家族8世帯が生活し、革命村本部の周囲には、射撃練習場や格闘技場、研究所、アパートなどがあり、「日本を金日成主義化するため青春も生命も捧げて闘う」「金日成同志の教示と金正日同志の教えを無条件、徹底して遂行する」「組織の秘密を命懸けで守りながら活動する」「日本革命の偉業を代を継いで最後まで継承し完成させていく」といった『10の誓い』を毎朝、全員で唱えるなど、金正日総書記直轄の連絡部56課の指導のもと、家族全体で日々、革命教育が行われ、日本を金日成主義化するための革命教育が行われていた。

### 政権交代をめざす市民の会と献金問題
2006年に斎藤まさしの呼びかけで設立されたとされる政治団体が『政権交代をめざす市民の会』（以降、めざす会）である。めざす会の代表は、市民の党所属の奈良握（厚木市議会議員）。めざす会と市民の党の事務担当者は同じ人物が務めている。また、市民の党が事務所をかまえるビルは朝鮮総連系大物商工の在日朝鮮人所有であり、小宮山泰子や鷲尾英一郎の関連団体なども入居していた。
めざす会の活動資金源は、斉藤まさしや市民の党所属の地方議員からの献金と、民主党関連の政治団体からの献金が収入のすべてを占めている。めざす会に対し、菅直人、鳩山由紀夫、小宮山泰子、鷲尾英一郎の関連団体から計8140万円と、民主党東京都総支部連合会から600万円が献金された。また市民の党本体にも、小宮山泰子、池田元久、黒岩宇洋、大久保潔重、松崎哲久、鷲尾英一郎の関連団体や、城島光力個人などから計1793万円が政治献金されていた。菅の資金管理団体である『草志会』からめざす会に5000万円を提供した2007年、民主党から草志会へ計1億2300万円の献金があり、政党助成金を含む民主党の資金で市民の党を支えていた形であった。
支出は人件費、組織活動費、選挙対策費が多くを占めている。2009年にはめざす会からMPDへ8回に分けて計1000万円の資金が移動している。2011年7月19日の衆議院予算委員会に自民党・古屋圭司議員の質疑により、菅や鳩山を始めとした民主党の国会議員および地方議員からの1億63万円の資金を含め、めざす会・市民の党・MPDの3団体への献金は総額2億596万円にのぼることが明らかになった。古屋圭司は政治資金収支報告書から、めざす会や市民の党における人件費が突出しており、これは民主党候補陣営にボランティアと称して運動員を派遣し、その裏で給与を支払っていた可能性を指摘している。
他にも2011年8月11日、参議院予算委員会における自民党・西田昌司議員の質疑では、上記民主党国会議員ならびに地方議員を経由した政治資金規正法に抵触する可能性のある迂回献金が、民主党議員と市民の党所属議員との間でなされている可能性があるとの指摘があった。

### 静岡市長選 公選法違反事件
2015年静岡市長選挙における公職選挙法違反（利害誘導・事前運動）容疑で、斎藤まさしらが逮捕された。酒井被告は「選挙プランナー」の名目で選挙活動に参加、告示前から「政治団体からのニュース」という体裁で積極的にビラを配布するように助言した。またビラ配布の報酬として広告代理店に540万円を支払ったとされる。
2016年6月の裁判で「政治団体の活動として行われた計画的かつ組織的な犯行で、酒井被告がアドバイザーとして全面的に指揮した」「多額の現金を報酬として利害誘導をした、選挙違反の中でも悪質な買収事犯」と裁判長に非難され、懲役2年執行猶予5年の判決を受けている。斎藤の支援者らで埋まった満席の傍聴席に、山本太郎参院議員（当時生活の党共同代表）もいた。
酒井剛被告は無罪を主張し上告したが最高裁で棄却され、懲役２年執行猶予５年の有罪判決が確定。公民権停止処分を受けた。当選した静岡市長（田辺信宏）に「市民の党はどんな団体ですか」と問われた土屋正忠元武蔵野市長は、「北朝鮮とつながりがあると国会で追及された団体で、菅直人氏の政治団体などから6千万円の巨額な政治献金を受けている団体です」と答えている。

### 武蔵野市議の大麻パーティー参加疑惑
2017年9月14日、斎藤まさしや山本太郎の支援を受けたびたび選挙に出馬していた三宅洋平が、主催する政治団体NAU（日本アーティスト有識者会議）を解散すると発表した。三宅は大麻合法化論者で知られており、当時NAUの総会に大麻が持ち込まれていると内部告発があった。
問題のNAUの総会には武蔵野市議会議員Sが参加していた事も告発されている。このS市議とは旧市民の党所属（事件当時は『空』会派を名乗っていた）の斎藤シンイチ議員で、三宅洋平から選挙応援を受けていた。
大麻騒動を受け、「大麻黙認」疑惑について武蔵野市議会で特別会議が開催された。斎藤シンイチ議員はNAU総会への参加は事実としながらも、大麻黙認疑惑については否定している。
三宅洋平の選挙応援した伊勢谷友介も同じく2020年に大麻所持で現行犯逮捕されている。

### 武蔵野市議の暴力行為
2020年12月4日の武蔵野市議会で、自治と共生（旧市民の党）山本あつし議員が他の議員に罵声を浴びせ、胸ぐらをつかむ等の暴力行為を働いた。 「言論の府である議会、議場では、いかなる理由があろうとも意見、意思は言論で行うことは自明の理であり、暴力行為こそ議会侮辱、 犯罪行為であり刑事告発もあり得る言語道断な行為である」として、同12月16日の市議会で『山本あつし議員に猛省を求める決議』が可決されている。賛成22、反対は1名（自治と共生会派/内山さとこ市議）のみであった（当事者の山本あつし・山本ひとみは除く）。
また2021年、住民投票条例に関する意見陳述が行われた際、山本あつし議員から市民団体に向け「原因はお前だよ」との不規則発言があった。その結果「武蔵野市議会の品位向上を求める陳情」が採択された。山本市議らも支援する松下玲子市長が提出した外国人住民投票条例案は事実上の外国人参政権に繋がると議論の的になっていたが、反対多数により否決されている。